# Sophie en het pratende blok
Sophie en het pratende blok is het zevende album in de Sophie-reeks.  Het verscheen in Robbedoes in 1971 nummer 1724 tot 1736. Dit verhaal wordt vergezeld van het kortere verhaal (16 pagina's) Sophie contra de klapgeest dat in Robbedoes nummer 1583 tot 1590 is verschenen in 1968. Dit is het eerste vervolgverhaal van Sophie dat in meerdere Robbedoes-nummers is verschenen.  Het album werd door Dupuis uitgegeven in 1972 en in herdruk in 1982.

## Sophie en het pratende blok
Een scène uit dit verhaal met Sophie en Bertje staat op de cover van Robbedoes nummer 1724. Deze cover werd later grotendeels overgenomen voor het album.

### Personages
- Sophie
- Bertje
- Mijnheer Karapolie
- Nr. 1
- Nr. 2
- Nr. 3
- Nr. 4
- Nr. 5
- Commissaris Arnold Argwaan

### Uitvindingen van Karapolie
- Het ei
- Hogedrukblusser

### Verhaal
Sophie en Bertje zijn op weg naar de garage van mijnheer Karmans. Daarvoor moeten ze door een stukje bos wandelen. Bertje ziet enkele paddenstoelen die er wel smakelijk uitzien en wil deze plukken. Sophie waarschuwt haar vriendje dat hij die de paddenstoelen niet mag opeten. Het gaat immers om een satansboleet. Als je die eet kan je netelroos krijgen en zelfs hallucinaties, zo vertelt Sophie. Bertje wil er toch enkele meenemen om deze aan zijn leraar van biologie te laten zien. Hij plukt er enkele en draait ze in een zakdoek. In de garage aangekomen wil Bertje graag de nieuwe perser in werking zien die autowrakken samenperst tot metalen blokken die later naar de smelterij gaan (Sophie legt de hele procedure haarfijn aan Bertje uit). Als ze een aantal van die blokken bekijken, komt er een stem uit van de blokken die om hulp roept. Blijkbaar zit er een persoon in het samengeperste blok.
Sophie en Bertje willen de man eruit halen en gaan om hulp bij mijnheer Karmans. Als ze zijn hutje binnen gaan vinden ze de garagist gebonden en gekneveld op bed. Voor de kinderen hem kunnen bevrijden komen er drie gemaskerde mannen binnen. Ze overmeesteren de kinderen, binden en knevelen hen. De boeven spreken elkaar een met Nr. 2 (draagt een duivelsmasker), Nr. 3 (draagt een tijgermasker) en Nr. 4 (draagt een apenmasker). Nr. 4 blijkt een buikspreker te zijn die zijn stem in de mond van zowel mens als dier kan leggen en zelfs een stem uit voorwerpen kan laten komen. Het was dus hij die het blok had laten praten. Na een telefoontje te hebben gepleegd naar hun leider, Nr. 1 zetten de boeven hun misdadige plan voort. Met een list overmeesteren ze twee koeriers die met een bestelwagen een lading goud vervoert. Ze binden en knevelen de koeriers en plaatsen hen bij de andere gevangenen. Ze persen de bestelwagen met de perser van mijnheer Karmans tot een blok en gaan hiermee aan de haal. Nr. 4 vindt de paddenstoelen van Bertje en neemt deze mee. Inmiddels is mijnheer Karapolie ongerust geworden over het lange wegblijven van zijn dochter en komt een kijkje nemen. Als hij al die vastgebonden mensen vindt, schrikt hij erg. Nadat de gevangenen zijn bevrijd van hun touwen, vertelt Sophie de hele historie aan haar vader. Een van de koeriers belt naar de politie. Commissaris Arnold Argwaan komt de zaak onderzoeken. Dit heerschap houdt er een vreemde methode op na om naar verdachten te zoeken. Hij denkt dat je aan de vorm van iemand zijn schedel kan nagaan of deze persoon een misdadige inslag heeft of niet. Hij bevoelt de schedels van de koeriers en ontdekt bij hun wat hij een misdaadknobbel voelt. Ondanks protest van Sophie en haar vader arresteert de commissaris de koeriers. De volgende ochtend vinden we Nr. (ongemaskerd) terug wandelend in een winkelstraat. Hij voelt zich niet lekker, want hij heeft de vorige avond de giftige paddenstoelen verorberd die Bertje had geplukt. Hij krijgt al gauw last van hallucinaties. Zo ziet hij voortdurend commissaris Argwaan achter hem aankomen. Zelfs als hij een fiets steelt, blijft de commissaris opdoemen. Hij rijdt tegen een boom en blijft raaskallen. Een omstander belt de ambulance die hem komt ophalen en hem naar het zenuwgesticht brengen. De volgende avond leest Sophie het bericht over de hallucinerende boef in de krant. Samen met haar vader besluit ze Nr. 4 te gaan opzoeken om hem aan de tand te voelen betreffende de goudroof. Met het "ei" gaan ze vliegensvlug naar het zenuwgesticht. Daar aangekomen zien ze hoe Nr. 4 door zijn kompanen Nr. en Nr. 3 wordt weggevoerd. Er ontwikkelt zich een gevecht waarbij Sophie en haar vader het onderspit moet delven mede door Nr. 4 die zich een hamer waant. De boeven nemen Sophies vader mee en vluchten met hun auto. Als Sophie weer bijkomt, ziet ze de auto van twee politieagenten passeren. Ze besluit om erachteraan te gaan met het ei, want ook zij kan dit voertuig besturen. De agenten lopen in een hinderlaag van de bandieten. De actie wordt geleid door Nr. 5 (draagt een eekhoornmasker). Het voertuig van de agenten knalt tegen een dwars over de weg geparkeerde vrachtwagen daar door de bandieten geplaatst. De auto gaat over de kop en belandt in de berm en vat zelfs vuur. Sophie is net op tijd om het vuur te blussen dankzij de hogedrukblusser van haar vader. De agenten kruipen uit het wrak van kop tot teen onder het schuim. Het schuim droogt snel op waardoor de agenten niet meer kunnen bewegen. Sophie besluit om meteen op zoek te gaan naar een telefoon om een takeldienst te bellen die het autowrak kunnen ophalen en de arme agenten uit hun gemummificeerde toestand kunnen bevrijden. Als ze in een oud gebouw licht ziet branden, gaat ze erop af. Zo heeft ze onwetend de schuilplaats van de boeven ontdekt waar haar vader gevangen wordt gehouden. Sophie slaagt er via een list in om binnen te geraken en haar vader te bevrijden. Met de hogedrukblusser kan ze de boeven op afstand houden. Als de politie met commissaris Argwaan arriveert, wordt de hele bende opgerold. Ook Nr. 1, het hele brein achter de bende, wordt ontmaskerd (hij draagt een hondenmasker). Hij blijkt een oude bekende te zijn voor Sophie, met name Kolonel Gortzak (uit het album Zoef voelt zich bedreigd). Commissaris Argwaans methode bleek inderdaad niet erg succesvol want Gortzak had de allereerlijkste schedel die hij ooit had gevoeld.

## Sophie contra de klapgeest
Een tekening van Sophie staat op de cover van Robbedoes nummer 1583.

### Personages
- Sophie
- Mijnheer Karapolie
- Jozef
- Marco
- Alexander
- Kleine boef
- John Minzwijnoff

### Uitvindingen van Karapolie
- Het ei
- De bel der stilte

### Verhaal
Op een zonnige dag zit Sophie buiten een boekje te lezen terwijl haar vader een dutje doet in een ligstoel. Ze krijgen bezoeken van twee werkmannen van de firma "Dufmans, Kakelaar en Co". Werkman Marco denkt dat hij bij mijnheer Klaploper is om een anti-diefstal systeem te installeren, die de Klapgeest wordt genoemd. Hoewel er blijkbaar een vergissing in het spel is, is Sophies vader wel geïnteresseerd in het systeem. De werkmannen willen graag een demonstratie geven, een aanbod dat Sophies vader graag aanneemt. Nadat ze de machine dicht bij de kluis hebben gezet zet de andere werkman, Alexander een helm op zijn hoofd. Hij zal voor inbreker spelen. Van het moment dat Alexander in de buurt komt van de kluis komt er een ijzeren arm uit de machine waaraan een houten hamer is bevestigd en de werkman een klap op zijn hoofd verkoopt. Hoewel de methode nogal hardhandig is, wil Sophies vader het apparaat toch nemen.
Die nacht, kruipt er een kleine man uit de Klapgeest. Als mijnheer Karapolie op zoek gaat naar een dossier, wordt hij door de hamer van de Klapgeest geveld. De kleine boef gaat op zoek naar een uitvinding van mijnheer Karapolie, met name de bel der stilte. Hij bemachtigt het apparaat maar struikelt en bezeert zich, waardoor hij het uitroept van de pijn. Hij zet snel de machine in werking waardoor alle geluid wordt geabsorbeerd. Sophie en huisknecht Jozef hebben echter de schreeuw gehoord en gaan kijken wat er aan de hand is. Als ze mijnheer Karapolie half versuft vinden, verzorgen ze hem. De boef is inmiddels naar buiten gelopen, maar struikelt over een boomwortel. Het toestel raakt hierdoor flink ontregelt waardoor alle geluid nu plots vele malen wordt versterkt. De boef slaagt er echter wel in om te ontkomen met een snelle wagen. Sophie gaat achter de boef met het ei en vindt al snel de schuilplaats van de kleine boef, die net als werkmannen Marco en Alexander een handlanger is van John Minzwijnoff. Minzwijnoff wil de bel der stilte hebben om een overval op een bank te plegen. Sophie doktert een plan uit om de dieven te vangen en slaagt daar in op een ludieke manier.  